# Ich muss dir was sagen
Ich muss dir was sagen ist ein österreichischer Dokumentarfilm des Regisseurs Martin Nguyen über das Leben einer Familie mit einem gehörlosen Sohn.
Die Zwillinge Oskar und Leo sind ein quirliges Brüderpaar im Alter von vier Jahren. Doch Oskar ist seit seiner Geburt gehörlos. Der Film begleitet die Familie der beiden Buben über einen längeren Zeitraum und zeigt die alltäglichen Herausforderungen, die ein Leben in Gebärdensprache mit sich bringt. Martin Nguyen hat im Laufe der Dreharbeiten eine enge persönliche Beziehung zur Familie aufgebaut und ermöglicht dadurch einen intimen und emotionalen Zugang zur Thematik der Gehörlosigkeit.

## Handlung
Die vierjährigen Zwillinge Oskar und Leo wachsen in einem mehrstöckigen Haus am Stadtrand Wiens mit einem weitläufigen Garten auf. In diesem vertrauten, familiären Umfeld steht der Anfang des Filmes. Hier sind die Kinder und ihre Eltern zu Hause. Hier startet auch die Langzeitbegleitung über den Zeitraum eines Jahres, welche die Entdeckungen und Lernprozesse von Oskar und Leo dokumentieren.
Der Regisseur Martin Nguyen beherrscht selbst die Gebärdensprache, wodurch eine kommunikative Annäherung zu den Kindern ohne Dritte möglich ist. Die direkte, wechselseitige Kontaktaufnahme und der Kommunikationsaustausch sind im Film spürbar und ein wichtiges Element – unterstützt durch eine intensive Zeit des Kennenlernens und des Aufbaus einer vertrauten Beziehung zu den Kindern und den Eltern.
Der Film geht auch der Frage nach, was die Diagnose „gehörlos“ für die hörenden Eltern Sandra und Stefan bedeutet. Das Cochlea-Implantat, das Oskar das Hören ermöglichen könnte, steht seit seiner Geburt zur Diskussion. Sie entschlossen sich jedoch, zunächst die Gebärdensprache selbst in Kursen zu lernen und ihre Kinder mit der für sie fremden Sprache aufzuziehen. Leo wird zweisprachig aufgezogen, mit Gebärden- und der Lautsprache. Für Oskar hingegen ist die Gebärdensprache sein essentielles Ausdrucksmittel – seine Muttersprache.